# Kamilo Felgen
Kamilo Felgen (fr. Camillo Felgen, 17. novembar 1920. - 16. jul 2005) bio je luksemburški pjevač, tekstopisac, disk džokej i televizijski voditelj.

## Karijera
Kamilo Felgen je rođen u Tetanžu 17. novembra 1920. godine kao Kamilo Žan Nikolas Felgen. Svoju karijeru je započeo kao učitelj. Tokom Drugog svetskog rata, Felgen je bio prevodilac za nemačke okupatore, a zatim i reporter francuskih novina. Studirao je pozorište i operu u Briseluu i Liježu; 1946. pridružio se Radio Luksemburgu kao pevač i reporter na francuskom jeziku. Godine 1951. imao je svoj prvi internacionalni hit, Bonjour les amies („Zdravo prijatelji”). Godine 1953. snimio je svoj prvi album koji je bio na njemačkom jeziku „Onkel Toms altes Boot” („Stari čamac ujaka Toma”). 1960. godine predstavlja Luksemburg na Pesmi Evrovizije sa pesmom , prvi pevač koji predstavlja Luksemburg i prvi predstavnik Luksemburga koji je rođen u toj zemlji. Takođe, pesma So laang ve's du bast je bila prva pesma na luksemburškom izvedena na Pesmi Evrovizije. Bio je zadnji sa samo jednim osvojenim bodom. Na Pesmu Evrovizije se vraća 1962. godine. Opet predstavlja Luksemburg, ali ovaj put sa pesmom Petit bonhomme. Bio je treći sa 11 osvojenih bodova.
Jedan od najvećih hitova Felgena bio je Ich hab Ehrfurcht vor schneeveißen Haaren koju u originalu peva Bobejan Šopen.
Felgen je pisao tekstove pod pseudonimom Li Montag (za Petulu Klark, bend Searchers, Hanikombse, itd.) i Žan Nikolas (za Koni Fransis, Katerinu Valente, Gretje Kaufeld i Lil Babs...). Kao Žan Nikolas, Felgen je preveo i dve pesme koje su snimili Bitlsi na nemačkom, I Want to Hold Your Hand i She Loves You.

## Smrt
Umro je u Eš sir Alzetu 16. jula 2005, u 84. godini života.